# Ludwig Friedrich Lenz
Ludwig Friedrich Lenz (getauft 26. Mai 1717 in Altenburg, Thüringen; † 3. Juli 1780 ebenda) war ein sächsischer Hofrat und Schriftsteller, Jurist, geistlicher Dichter und Hymnologe.

## Leben und Werk
Ludwig Friedrich Lenz entstammte einer Juristenfamilie. Er war der älteste Sohn von Ludwig Lenz, kurfürstlich sächsischem Amts-Adokaten in Altenburg, und seiner Frau Friederika Sophia geb. Förster. Er absolvierte das Gymnasium in Altenburg. 1735 immatrikulierte er sich in der juristischen Fakultät der Universität Jena und wurde noch im selben Jahr mit der Dissertation De Iure Studiosorum zum Dr. jur. promoviert. 1738 wurde er zum Hofadvokaten ernannt, zwei Jahre später wechselte er nach Gotha, wo er den Titel eines Hofrats erhielt. Nach dem Tod seines Vaters 1759 übernahm er dessen Hofadvokatur in Altenburg.
1742 wurde in Altenburg Archimedes zu den drei Reißbrettern gegründet, eine der ersten Freimaurer-Logen in Deutschland, in die Lenz nach kurzer Zeit aufgenommen wurde. Mit Friedrich Gottlieb Klopstock, Johann Andreas Cramer und Christian Fürchtegott Gellert stand er in brieflichem Kontakt. Auch mit dem Komponisten Georg Anton Benda war er befreundet, für den er das Libretto zu dessen Oratorium Der leidende Jesus schrieb. Lenz verfasste zwei Sammlungen von Freimaurer-Liedern. Die erste Sammlung von 1746 enthält den Lobgesang auf die feierliche Johannisloge, der 1772 von Wolfgang Amadeus Mozart als Kunstlied (KV 148) vertont wurde.
Er war mit Sophia Elisabeth Magdalena von Wangenheim verheiratet, mit der er eine Tochter hatte. Deren unglückliche Ehe und Scheidung belasteten seine letzten Lebensjahre schwer.

## Werke
- Dissertatio Iuridica De Iure Studiosorum. Vom Studenten-Rechte. Jena 1735; urn:nbn:de:bsz:21-dt-101892.
- Bey dem Freiesleb- und Lenzischen Ehe-Verbündnis, welches in Altenburg den 12. Maji, Anno 1739. vollzogen wurde, wollte sein Vergnügen an den Tag legen. Richter, Altenburg 1739.
- Ueber die Liebe, in zwey Gesängen. Altenburg 1743.
- Freymäurer-Lieder. Altenburg 1746; academica.edu.pl.
- Ode auf den Wein. In: Taschenbuch für Dichter und Dichterfreunde. 5. Band. 1748, S. 130–139; digitale-sammlungen.de.
- Lobg̱esang an die Gottheit: Zum Anfang des 1749sten Jahres. 1749; staatsbibliothek-berlin.de.
- Beschreibung der Eliseischen Felder zu Pyrmont: Eine Ode an den Prinzen von Ithaca. 1749;  staatsbibliothek-berlin.de (zugeschrieben).
- Mahomet, der Andere. Trauerspiel. Gotha 1751.
- Freymäurer-Lieder. 1775 (enthält vier Lieder von Lenz sowie drei von Ludwig Heinrich Bachofen von Echt).
- Gedichte verschiedenen Inhalts. Richterische Buchhandlung, Altenburg 1781; Digitalisat in der Google-Buchsuche.